# 볼보버스
볼보버스(영어: Volvo Buses)는 스웨덴의 상용차 제조사이다.
본래 볼보에서 버스를 생산했으나 1968년에 버스 사업 부문과 분리와 동시에 설립이 되었다. 주로 버스를 제작하는 업체로 버스뿐만 아니라 차체까지 제작하기도 한다. 한 때 스코틀랜드에 공장이 존재 했으나 2000년에 폐쇄되었다.

## 현재 생산차종
- B7R
- B12M/B12MA
- B7RLE
- B9TL
- B9R
- B5LH (하이브리드 & 전기 버스)
- B13R
- B270F
- B11R
- B5TL
- B5RH/B215RH (하이브리드 & 전기 버스)
- B215LH (저상버스 및 하이브리드 & 전기 버스) - 브라질에서 생산
- B8R
- B8RLE/B8RLEA
- BZL
- C10M (1980년대부터 생산)
- 5000/7500 저상버스 도시형 버스 (B10L/B7L/B9S 굴절 섀시)
- 7000/7700 저상버스 도시형 버스 (B10L/B7L/B9L 섀시)
- 7250/7350 코치 (볼보/드로그 B10-400/B7R 클래스) - 멕시코
- 7400 - 인도
- 7400XL - 인도
- 7450/7550 코치
- 7700A 저상버스 도시형 버스 (B7LA/B9LA 클래스)
- 7700 하이브리드 저상버스 (B5LH 클래스)
- 7800 굴절버스 BRT (B9S 굴절 섀시) - 중화인민공화국
- 7900 저상버스 도시형 버스
- 7900 하이브리드 저상버스 (B5LH 클래스)
- 7900A 하이브리드 굴절버스 (B5LAH 클래스)
- 8300 시외버스 (B9R 클래스) - 멕시코
- 8400 시외버스 (B7RLE 클래스) - 인도
- 8500 TX 시외버스 (B7R/B12M 클래스)
- 8500A 연접 시외버스 (B12MA 클래스)
- 8500LE 시티버스 (B10BLE/B7RLE/B12BLE/B9S 연접 클래스)
- 8700 TX 시외버스 (B7R/B12B/B12M 클래스)
- 8700LE 시티버스 (B7RLE/B12BLE 클래스)
- 8700LEA 연접 시외버스 (B12BLEA 클래스)
- 8900 시외버스 (B7R/B9R/B8R 클래스)
- 8900LE 시티버스 (B7RLE/B9RLE/B8RLE 클래스)
- 9100 코치 - 아시아
- 9300 코치 (B9R 클래스) - 멕시코
- 9400 시외버스 (B7R/B9R 클래스) - 인도
- 9400XL(6X2) 시외버스 (B9R 클래스) - 인도
- 9400PX 코치 (B11R 클래스) - 중화인민공화국
- 9600 코치 (B9R 클래스) - 중화인민공화국
- 9700 TX 시외/코치 (B12B/B12M/B7R/B9R/B13R/B11R/B8R 클래스)
- 9800 코치 (B13R) - 멕시코
- 9900 코치 (B12B/B13R/B11R 클래스)

## 과거 생산차종

#### 버스 샤시
- B627
- B615/B616/B617
- B635/B638
- B705
- B725/B727
- B655 (미드 엔진)/B656/B657/B658
- B715
- B755
- B57 & BB57
- B58
- B54
- B59
- 알리사 B55
- B9M/B10M/B10MA/B10MD
- B10R
- B6F/B6FA
- B10B
- B6/B6LE
- 올림피안 (레이랜드 올림피안에서 나옴)
- B10BLE
- B10L/B10LA
- B7L/B7LA
- B6BLE
- 슈퍼 올림피안 (B10TL로 알려짐)
- B7TL
- B12/B12R
- B12B
- B12BLE/B12BLEA (저상버스로 2005년부터 도입)
- B9S 굴절/B9 SALF 굴절 (굴절버스로 2006년부터 도입)
- B9L/B9LA
- B9RLE

#### 완제품 모델
- 9500 코치 (B9R/B8R 클래스)

## 자회사
- 새플레 자동차 AB, 새플레, 스웨덴 (1981년부터 2004년까지 존재 볼보 버스 새플레 AB 2013년 시설 폐업)
- 레이랜드 버스, 영국 (1988년 레이랜드 그룹에서 인수 후 1993년 전 모델 단종)
- 슈타이어 버스 GmbH, 슈타이어, 오스트리아 (1990년 지분 75% 인수,[1] 1990년대 시설 폐업)
- 오벤로 자동차 A/S, 오벤로, 덴마크 (1994년 인수, 2004년 시설 폐업)
- 드로그 뮐러 자동차 GmbH & Co. KG, 하브일론, 독일 (1994년에 볼보 버스 산업 (독일) GmbH으로 알려짐, 2005년 시설 폐쇄)
- 프레보 코치스, 퀘벡주, 캐나다 1995년 이전 프레보 자동차의 자회사
- 마르카빔, 이스라엘 (1996년 인수)[2]
- 카루스 오리, 핀란드 (1998년 인수,[3] 2004년 볼보 버스 핀란드 오우로 알려짐)
  - 카루스 오리 델타, 리에토, 2004년에 볼보 버스 핀란드 투르크 오우로 알려짐, 2008년에 계열 분리가 되면서 카루스 델타 오리로 변경
  - 카루스 오리 아조키, 탐파레, 2004년 볼보 버스 핀란드 오리 탐피레 팩토리로 알려짐, 2008년에 폐업
  - 카루스 오리 윌마, 반타, 2001년 시설 폐업
- 노바 버스, 생 퇴스타슈, 퀘벡주, 캐나다 (1998년)
- 멕시카나 델 오토버스 SA (MASA), 툴티란, 멕시코 (1998년), 볼보 버스 델 멕시코로 변경.[4]
- 알파 버스 Kft, 세케슈페헤르바르, 헝가리, (2002년)
- 유로버스, 자그네브, 크로아티아 (1994년부터 1999년까지) 샤시 B10, B12

## 사진

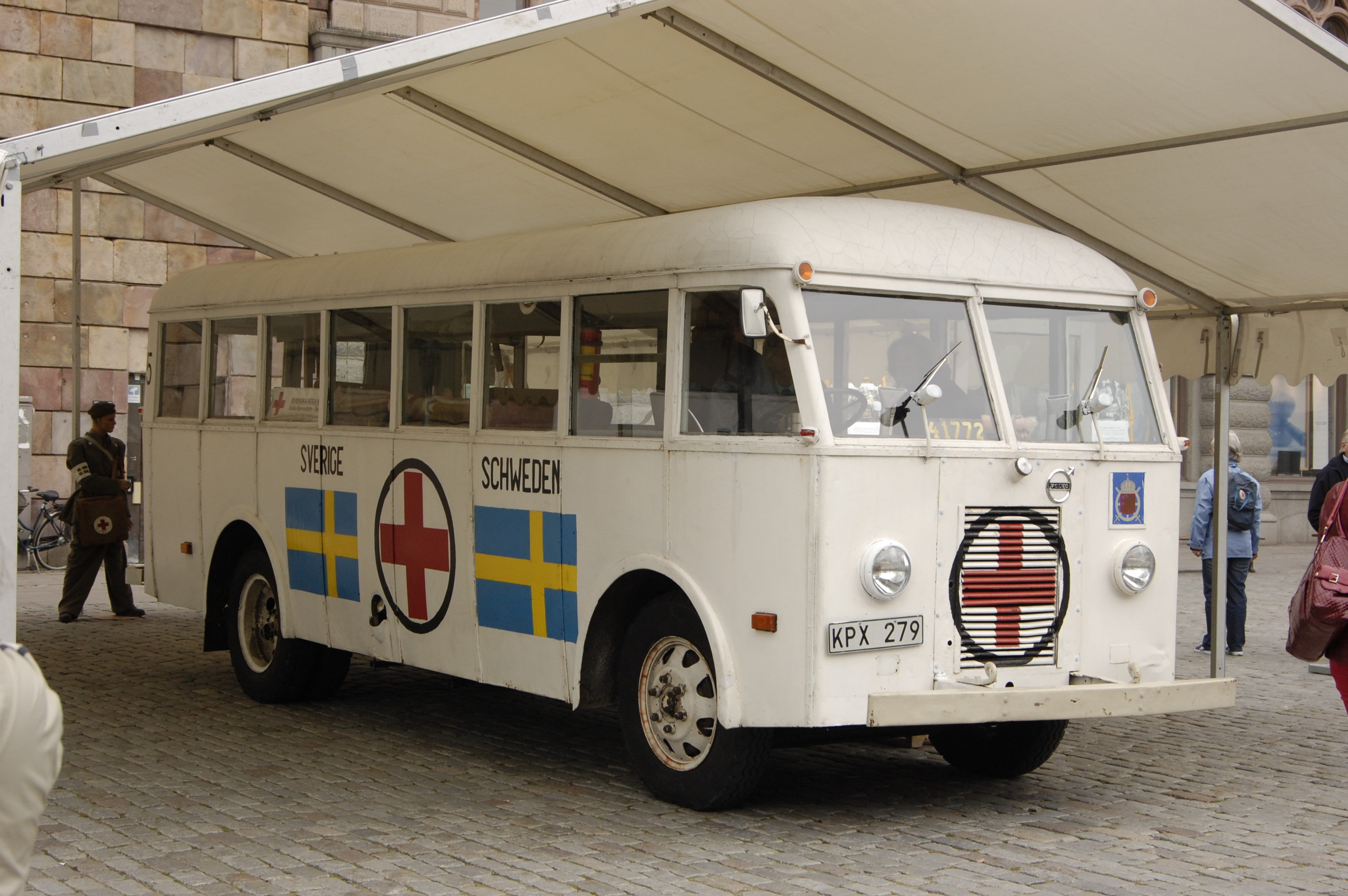
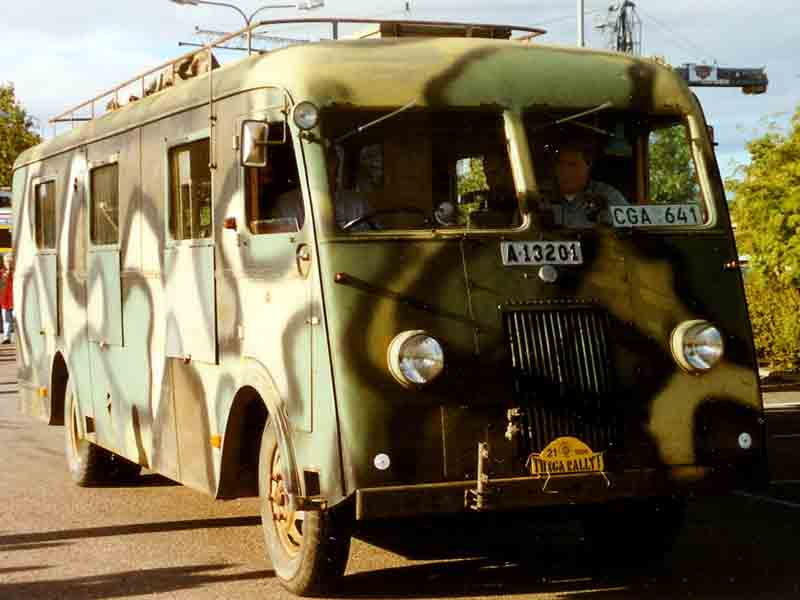
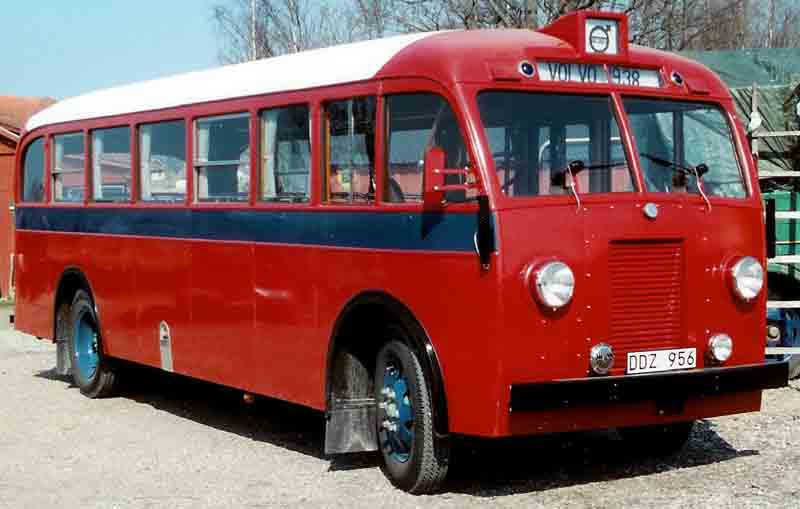
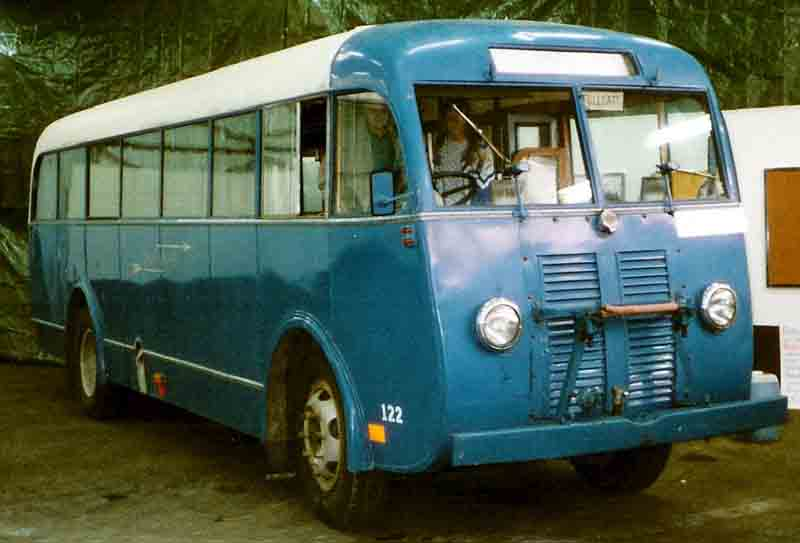
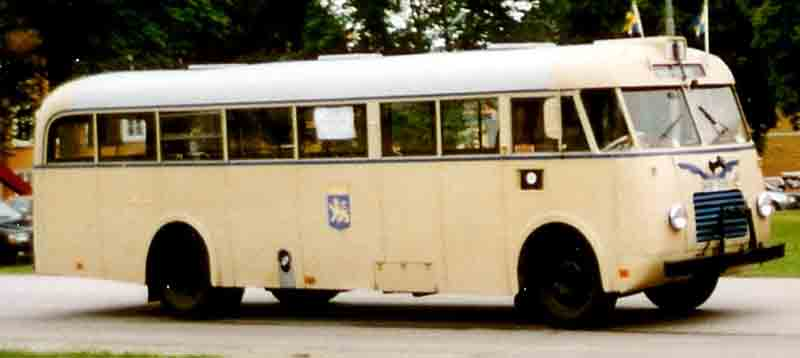
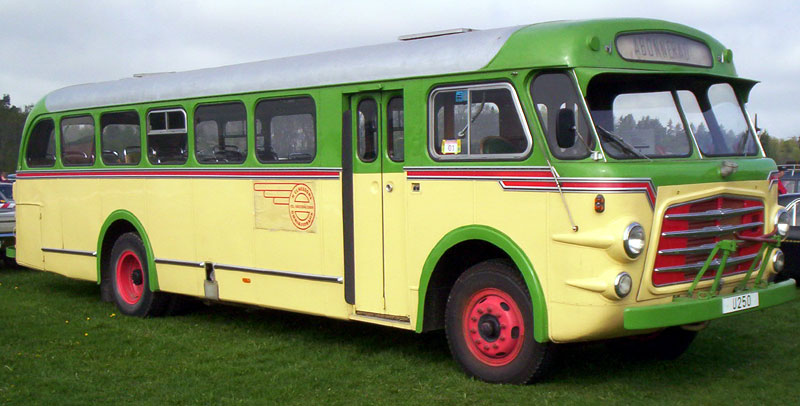
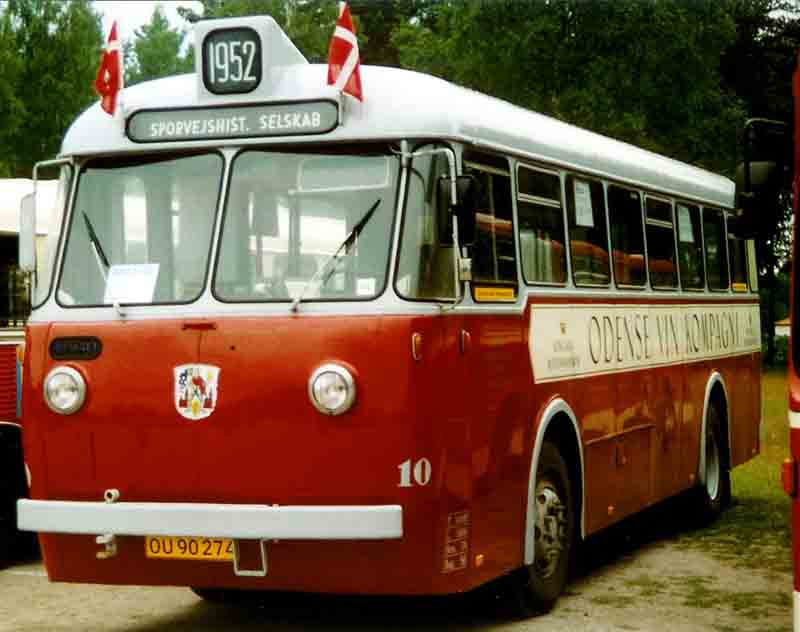
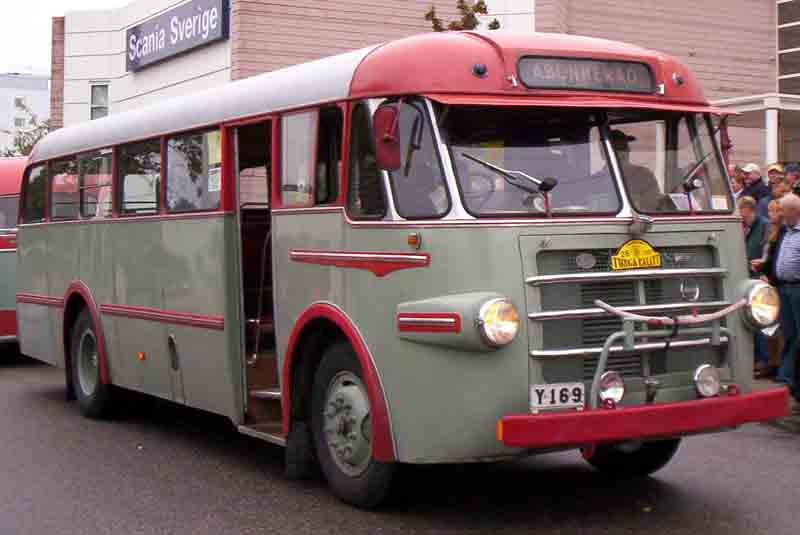
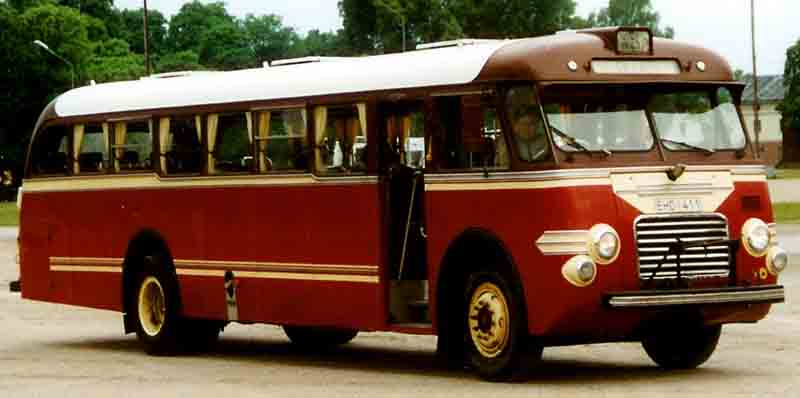
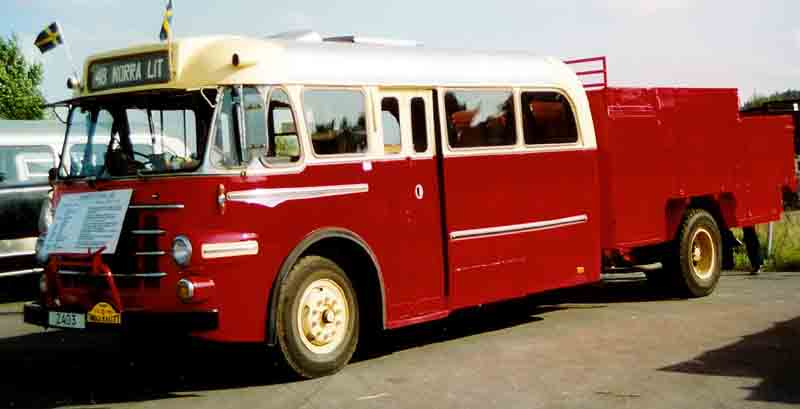
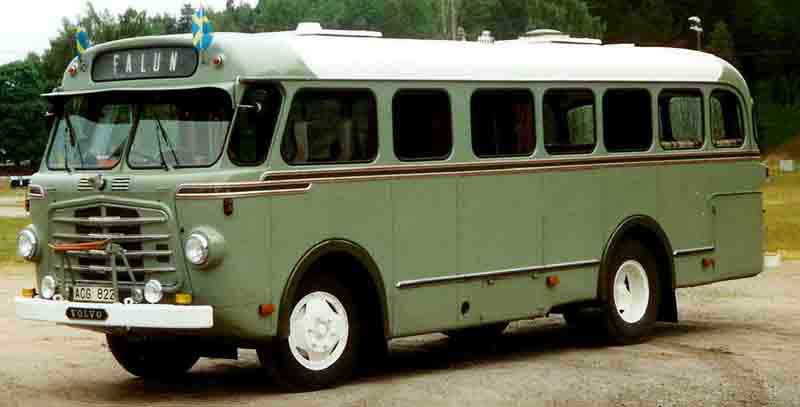
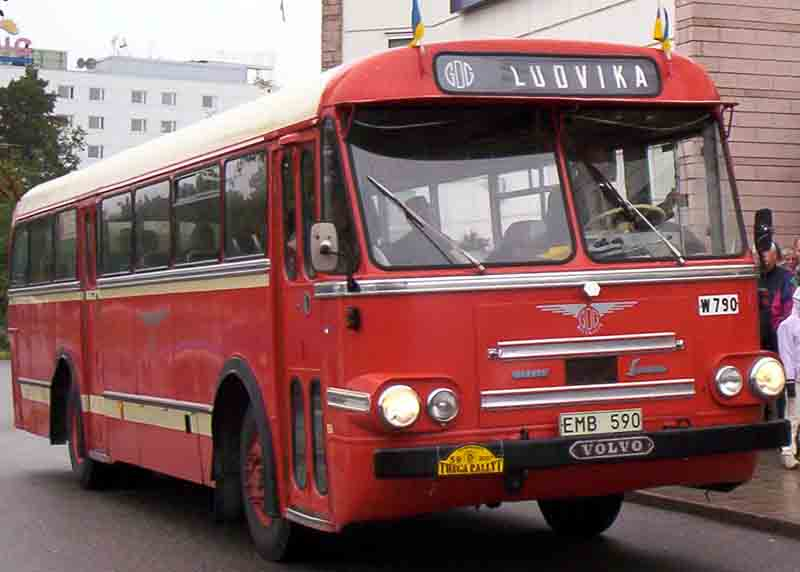
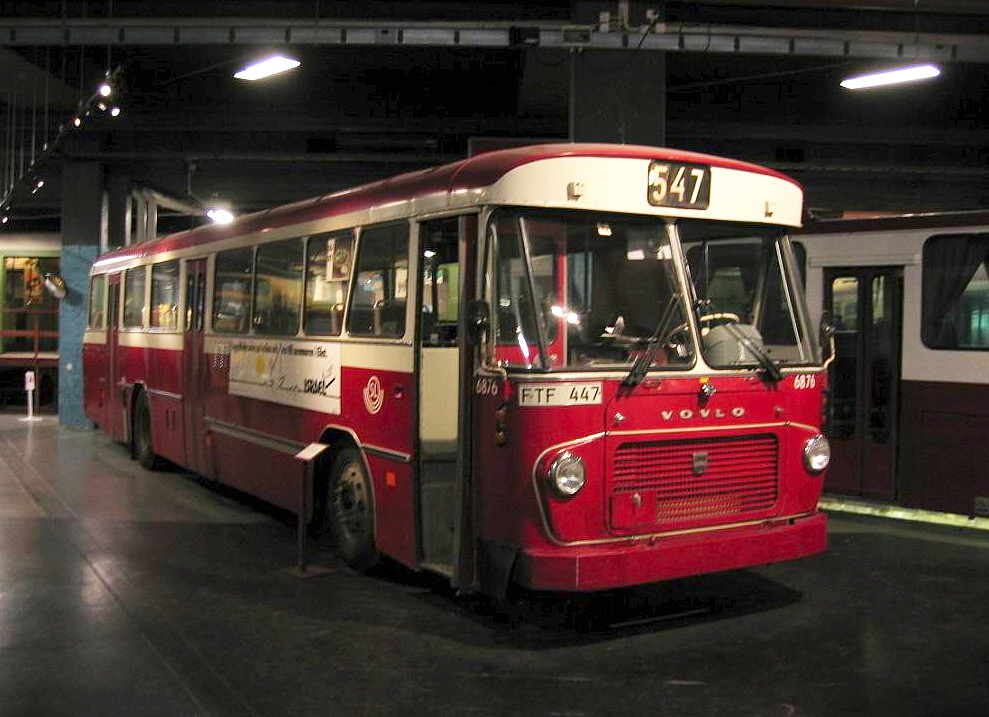
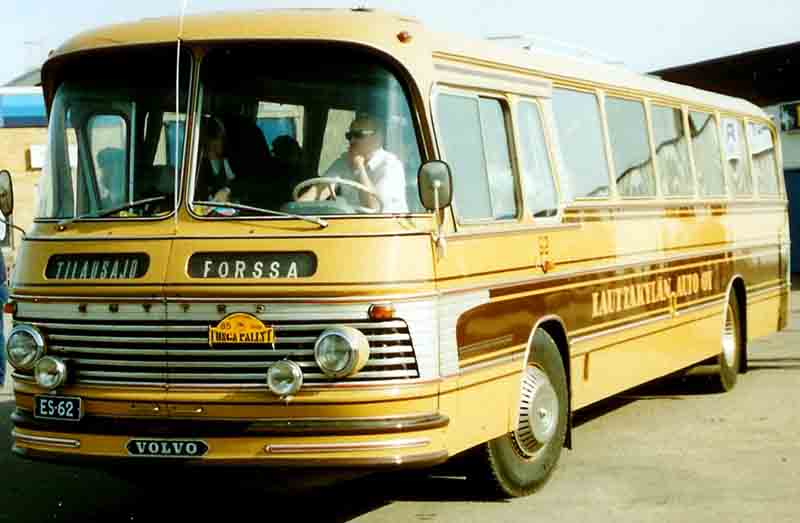
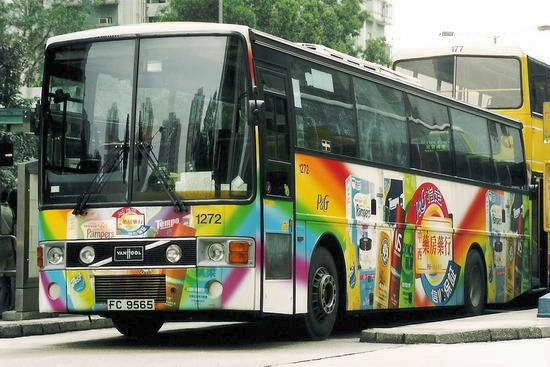
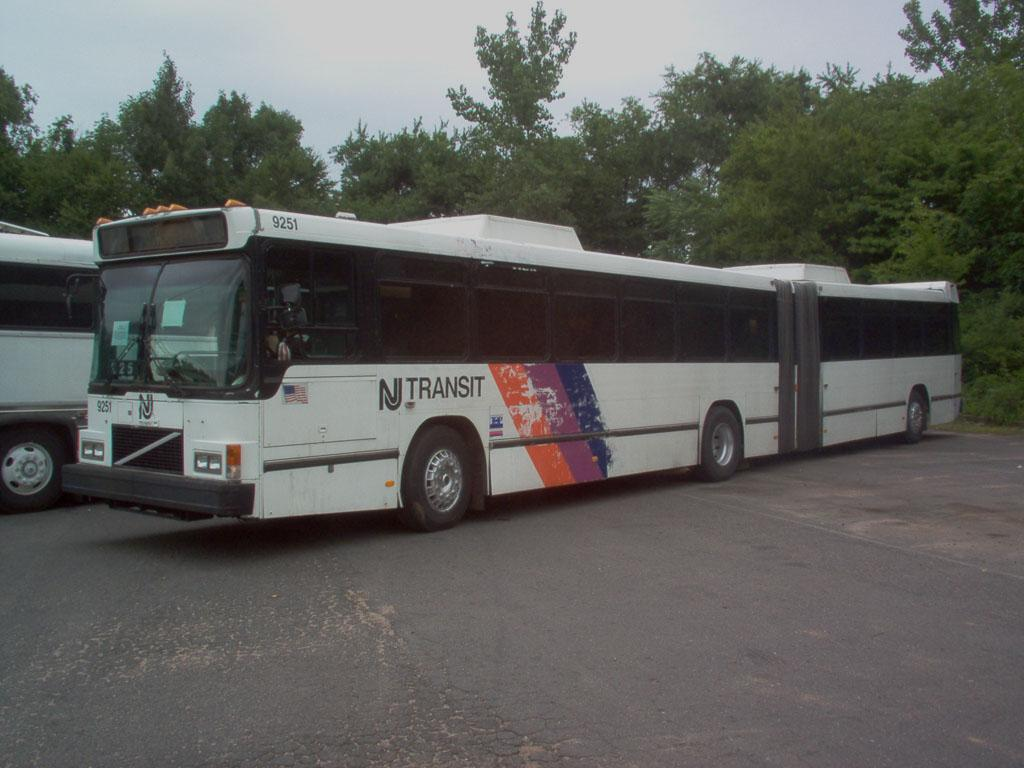
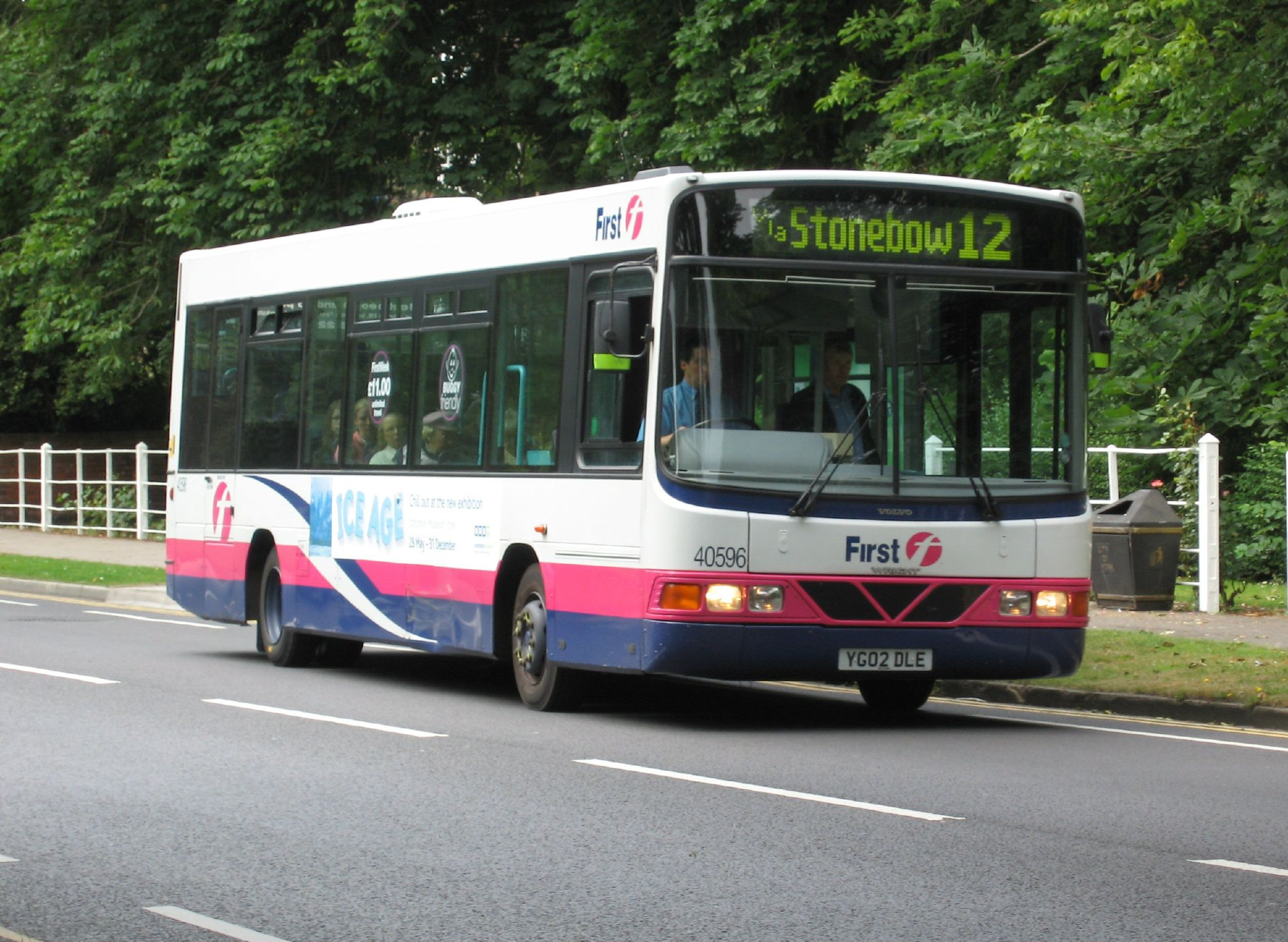
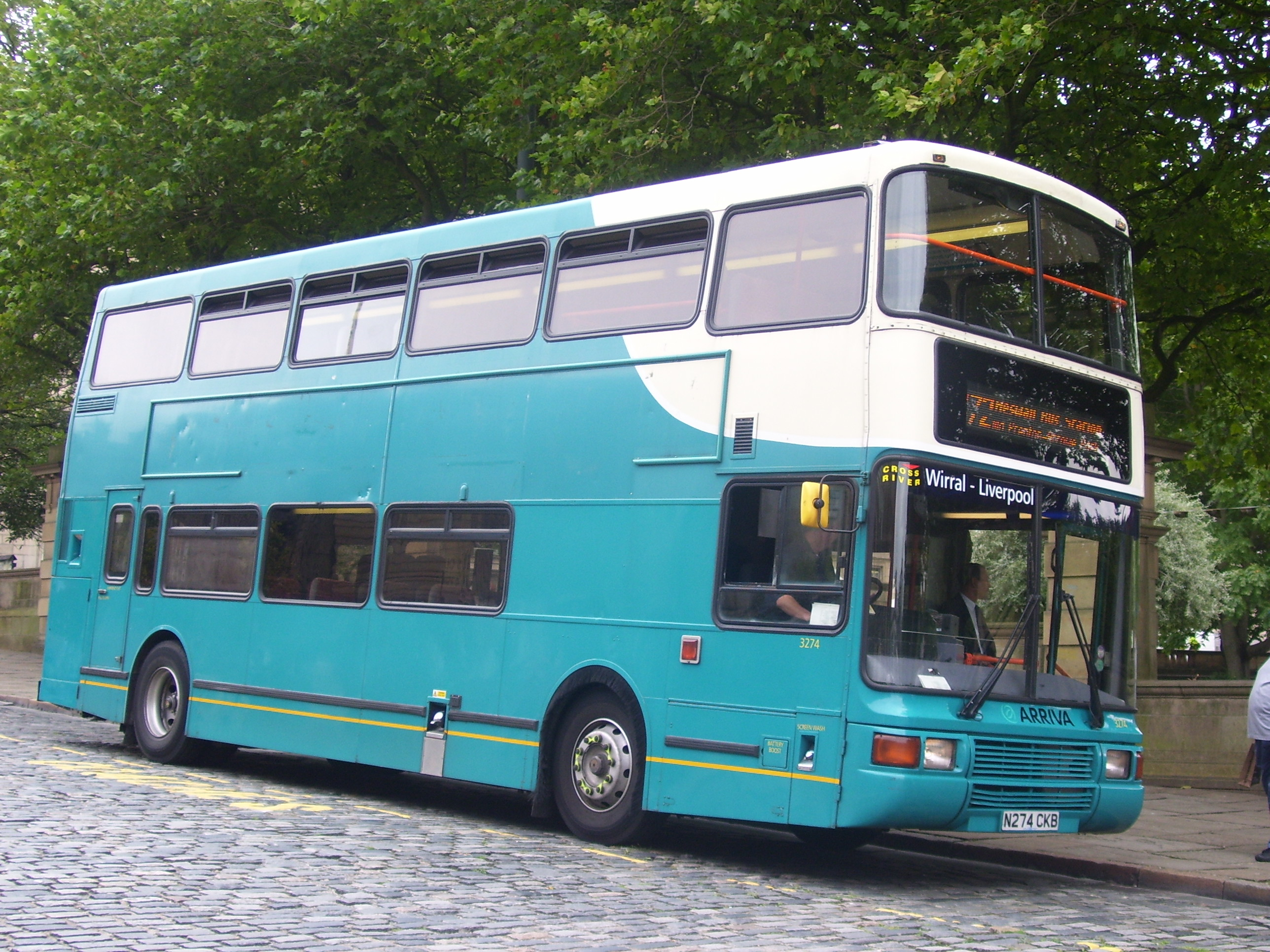
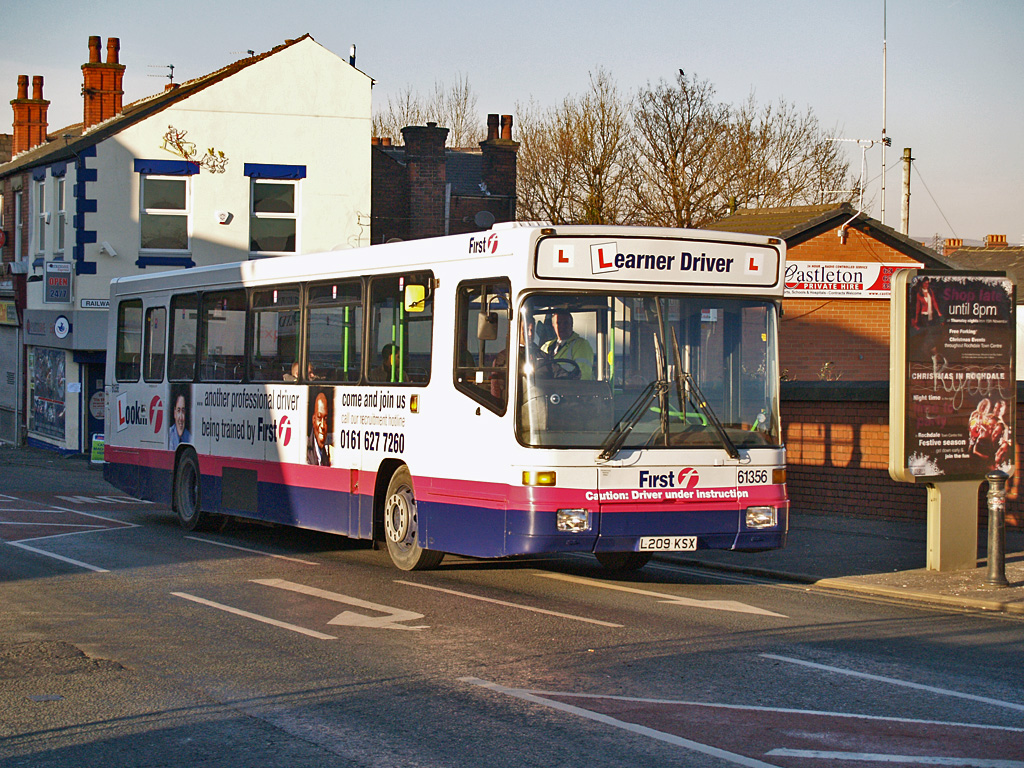
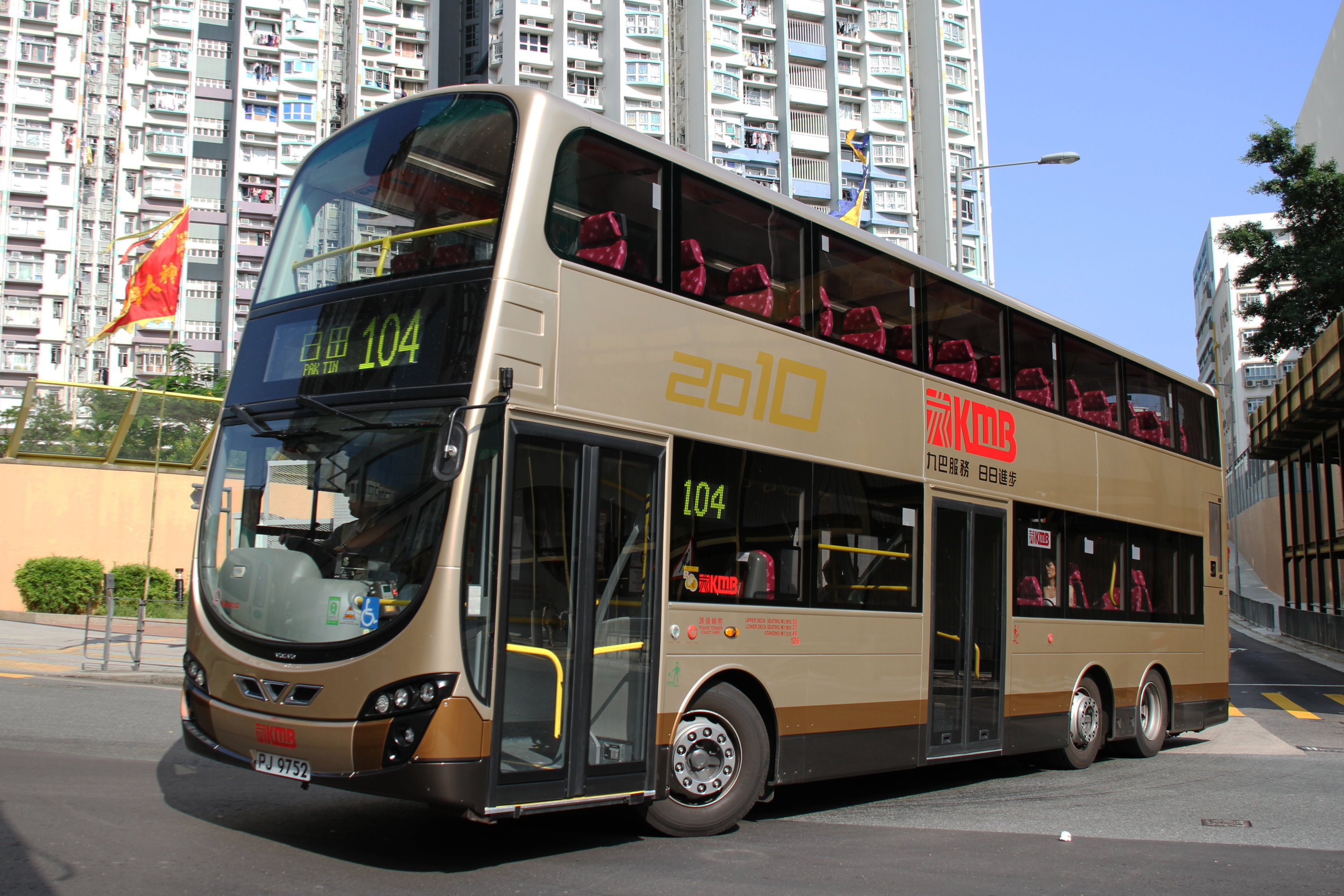
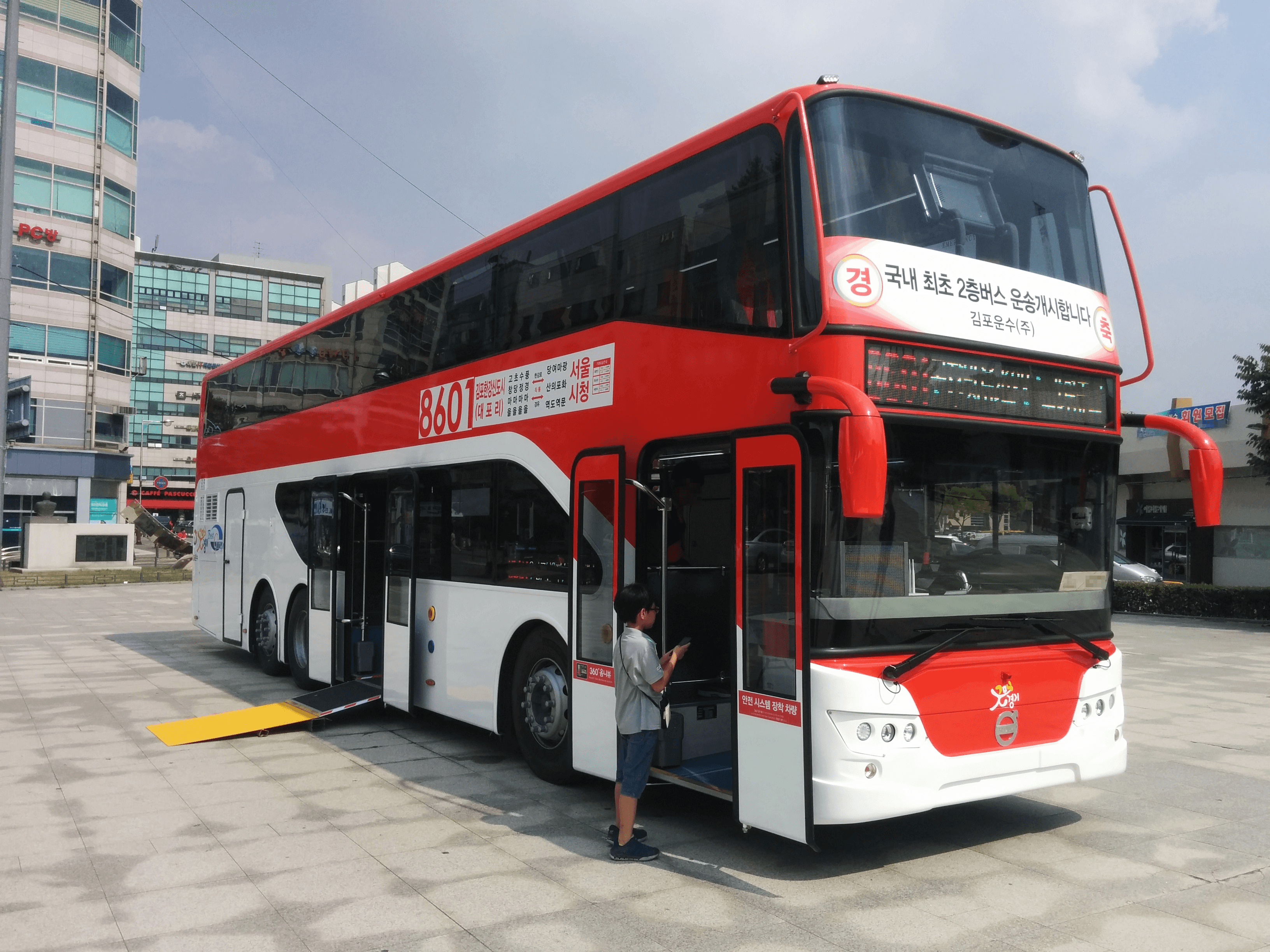